# Samuel Bronston
Samuel Bronston (russisch Шмил (Самуил) Бронштейн, Schmul (Samuil) Bronschtein, * 26. März 1908 in Chișinău, Gouvernement Bessarabien, Russisches Kaiserreich (heute Moldawien); † 12. Januar 1994 in Sacramento, Kalifornien) war ein amerikanischer Filmproduzent.

## Leben
Bronston war ein Neffe des russischen Revolutionärs Leo Trotzki und studierte an der Sorbonne. Er arbeitete für die französische Niederlassung von Metro-Goldwyn-Mayer in Paris, bevor er seine eigene Produktionsfirma Samuel Bronston Productions gründete, deren erster Film 1943 Jack London war. Bronston machte sich vor allem einen Namen mit Abenteuerstreifen und Monumentalfilmen wie Beherrscher der Meere (1959), König der Könige (1961), El Cid (1961), 55 Tage in Peking (1963) und Der Untergang des Römischen Reiches (1964).
Bronston war der erste Hollywood-Produzent, der große Leinwandepen in Spanien drehen ließ, um Kosten zu sparen. Durch seine Kassenerfolge ermutigt, ließ er riesige Studios in Las Rozas nahe Madrid bauen. Die immensen Kosten beim Bau dieser Anlagen und der finanzielle Misserfolg seines letzten Monumentalfilms Der Untergang des Römischen Reiches führten 1964 zum Ende von Samuel Bronston Productions. Bronston konnte zwar noch vier Filme produzieren, war aber vor allem mit Konkursprozessen beschäftigt und brauchte über zwanzig Jahre, um seine Millionenschulden abzutragen.
1962 erhielt Bronston einen Ehren-Golden Globe for El Cid.
Samuel Bronstons Urne wurde auf dem „Cementerio Municipal“ des Madrider Vororts „Las Rozas“ beigesetzt. Dort ist auch eine Straße nach ihm benannt. Seine Tochter Andrea Bronston ist in Spanien eine bekannte Sängerin.

## Trivia
In dem parodistischen Film Kentucky Fried Movie (1977), der die Medien-Landschaft auf die Schippe nimmt, wird mehrfach auf eine neue „Samuel-L.-Bronkowitz-Produktion“ verwiesen. Es sind dies die Filme „Katholische Schulmädchen in Not“, „Für eine Handvoll Yen“ (Karatefilmparodie), „That's Armageddon“ (Katastrophenfilmparodie mit Gastauftritten von Donald Sutherland und George Lazenby) und „Cleopatra Schwarz“ (Blaxploitation-Parodie).

## Filmografie
- 1943: City Without Men
- 1943: Jack London
- 1945: Landung in Salerno (A Walk in the Sun)
- 1959: Beherrscher der Meere (John Paul Jones)
- 1961: König der Könige (King of Kings)
- 1961: El Cid
- 1963: 55 Tage in Peking (55 Days at Peking)
- 1964: Der Untergang des Römischen Reiches (The Fall of the Roman Empire)
- 1964: Circus-Welt (Circus World)
- 1966: Die Verfluchten der Pampas (Savage Pampas)
- 1966: El fantástico mundo del doctor Coppelius
- 1977: Brigham
- 1984: Fort Saganne